# Урубу
Урубу (Coragyps atratus) — птах-падальник родини катартових (Cathartidae). 

## Поширення
Поширений від півдня США до центрального Чилі і Уругваю в Південній Америці.

## Опис
Птах завдовжки 50-69 см з розмахом крил 137-152 см. Вага 1,1-1,9 кг. Оперення більшої частини тіла чорного забарвлення, за винятком нижньої частини махових пір'їн крил, на яких є великі білі плями. На голові і верхній частини шиї пір'я відсутне. Шкіра в цьому місці виглядає сильно зморщеною, темно-сірого кольору. Дзьоб довгий, відносно слабкий, темний, на кінці загнутий вниз. Крила широкі, довгі. Лапи товсті, темно-сірі, пристосовані швидше для бігу по землі, ніж для сидіння на гілці. Хвіст короткий, клиноподібний. У польоті плавно ширяє в небі. Статевий диморфізм не виражений.

## Спосіб життя
Урубу живиться падлом, але також може їсти яйця, або вбивати новонароджених тварин. У місцях поселень людей він так само може живитися побутовими відходами. Він знаходить їжу або використовуючи свій гострий зір, або спостерігаючи за іншими птахами, які окрім того можуть мати хороший нюх. У Сполучених Штатах Америки вид перебуває під захистом з 1918 року.

## Зв'язок з людиною

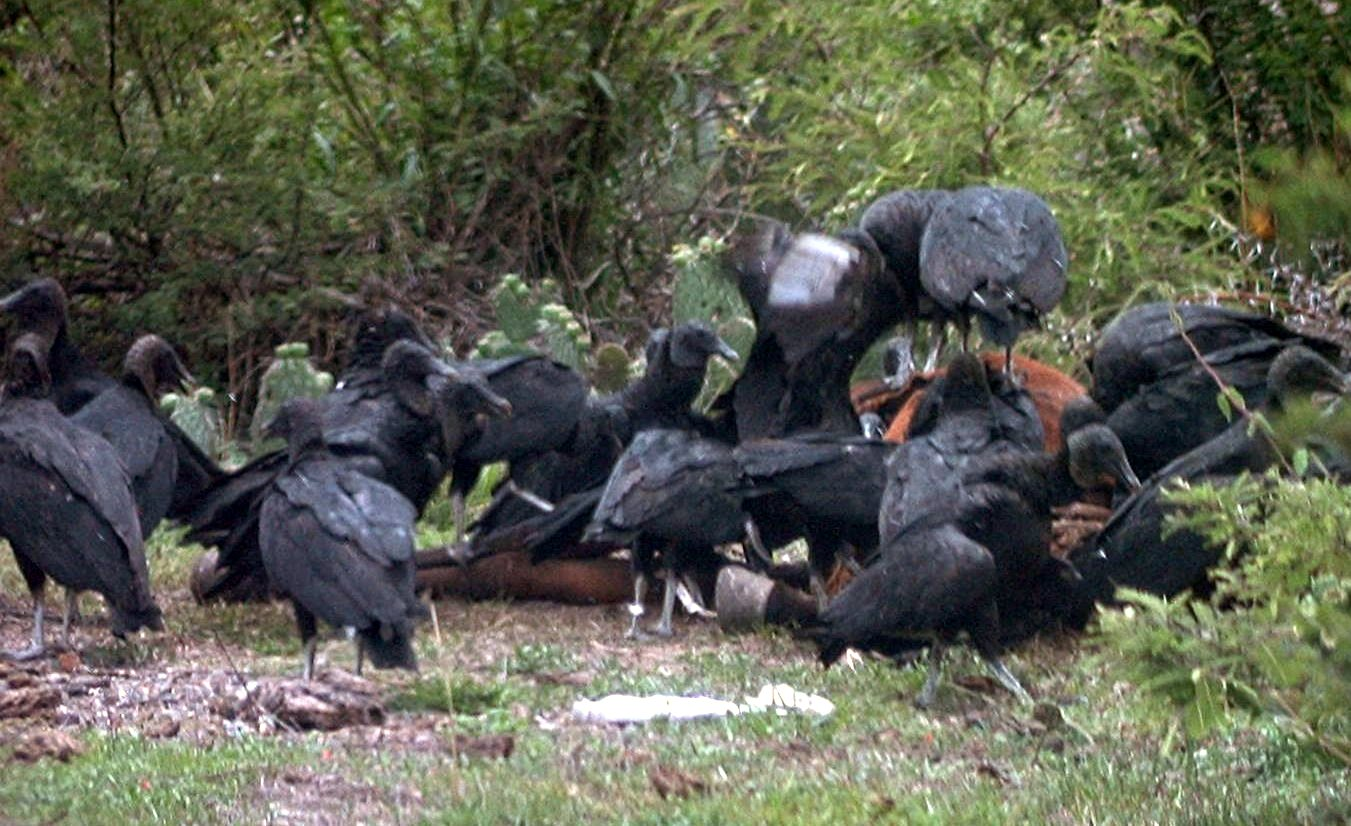
Зграя грифів на падлі

Урубу дехто з власників ферм вважає загрозою для щойно народжених телят. Окрім того цей птах також вважається небезпекою для повітряного транспорту, особливо коли вони збираються у великі групи навколо куп сміття, як наприклад у випадку Міжнародного Аеропорту у Ріо-де-Жанейро.
Вид згадується у різних місцях ієрогліфів народів мая в кодексах цього народу. Зазвичай цього птаха згадують або в зв'язку зі смертю, або як птаха що дістав здобич. Зображення грифа часто показується як такого, що атакує людей. Ці тварини часто згадуються у поєднанні з кондором королівським. На деяких зображеннях чітко видно Coragyps atratus. А на інших зображеннях скоріш за все намальовано його родича королівського кондора.